# Knapići
Knapići is een plaats in de gemeente Sveti Lovreč in de Kroatische provincie Istrië. De plaats telt 4 inwoners (2001).